# Grammodes netta
Grammodes netta là một loài bướm đêm trong họ Erebidae.